# Chartreuse de Bonlieu
Ne doit pas être confondu avec Abbaye de Bonlieu.
La chartreuse de Bonlieu est une ancienne institution monastique de l'ordre de saint Bruno située sur la commune de  Bonlieu, dans le département du Jura, en région Bourgogne-Franche-Comté.

## Résumé
Fondée au XIIe siècle dans le vallon du lac de Bonlieu dans le massif du Jura, le monastère s'est attaché à développer au cours des siècles ses possessions en forêts et pâturages en entrant parfois un conflit avec les abbayes voisines et les seigneuries locales. Elle prospéra aussi grâce à des donations et des acquisitions dans le vignoble et les puits à sel du Revermont. Jouissant de droits nombreux (péages, dîmes, cens...), la chartreuse de Bonlieu exista jusqu'à la Révolution française où elle fut vendue comme bien national et ses bâtiments furent détruits par la suite. En août 1944, lors des terribles combats de la Libération, les quelques bâtiments restants ont été incendiés par les Allemands ; il n'en reste aucune trace de nos jours. Un hôtel fut construit à son emplacement, converti par la suite en appartements.

## Contexte

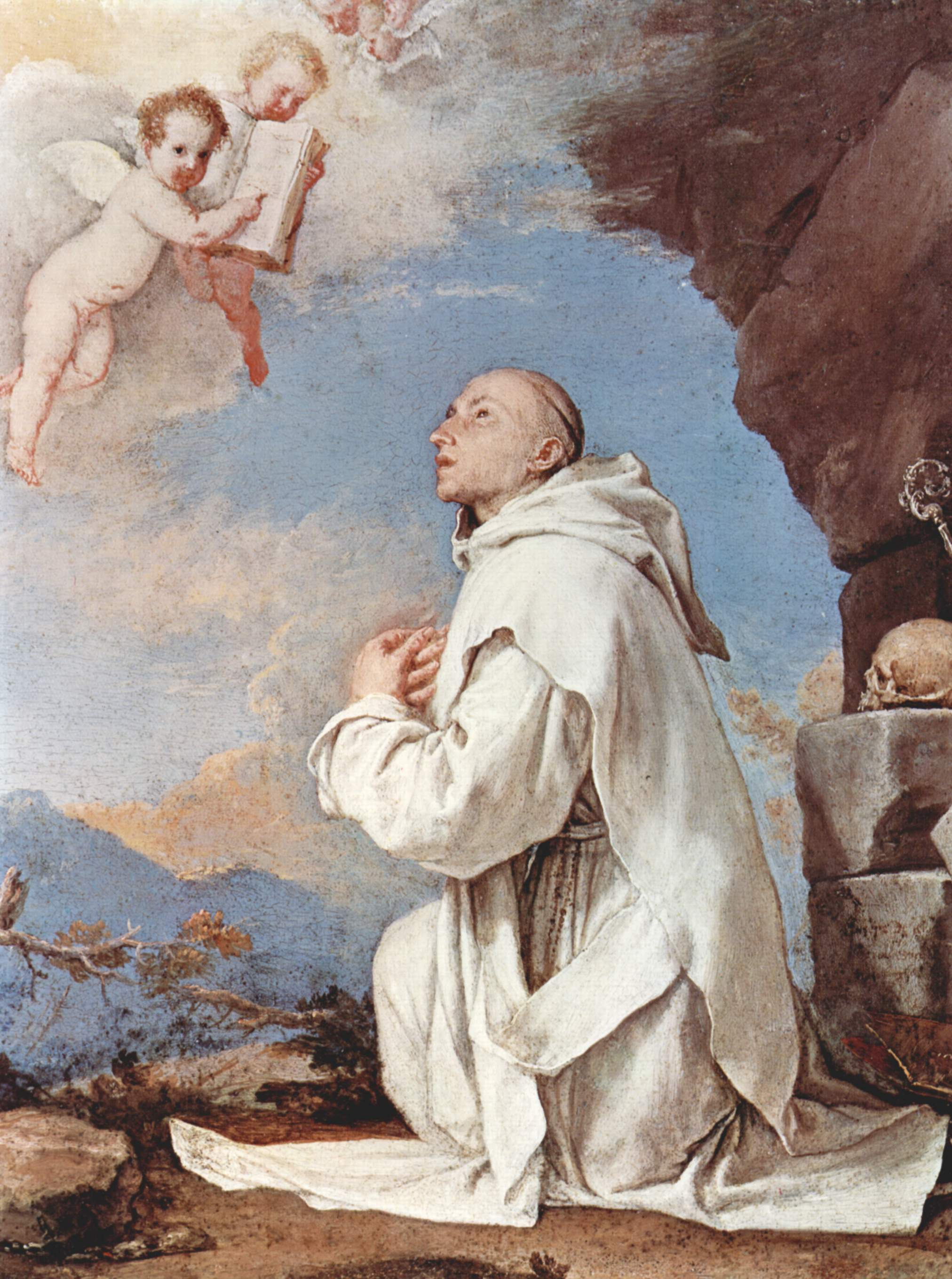
Saint Bruno, fondateur de l'ordre des Chartreux en 1084

Le XIIe siècle est marqué dans le Jura comme ailleurs par la concurrence entre les ordres monastiques qui profitent de donations seigneuriales pour fonder des abbayes dans les territoires presque vierges dont elles vont assurer la mise en valeur. Les Chartreux créent ainsi la chartreuse de Vaucluse dans la haute vallée de l'Ain en 1139/1140 et celle de Bonlieu en 1170 dans la région des lacs du Jura, dans la partie méridionale du massif. Déjà implantés dans le Bugey depuis la Grande Chartreuse de Savoie, les religieux de saint Bruno reçoivent alors des donations des sires de Montmorot et des seigneurs de Cuiseaux et de Clairvaux(les-lacs).

## Commencements
En 1170, Thibert de Montmorot dispose d'une partie des biens du prieuré d'Ilay pour fonder la chartreuse Notre-Dame de Bonlieu. Cette dotation est confirmée en 1172 par les seigneurs suzerains Gérard comte de Vienne et de Mâcon, et Guillaume, son fils, seigneurs de Mirebel. Gérard ou Girard donne à cette occasion la « chaume du saut » et la cascade du Hérisson appelée depuis Saut-Girard. Dans le même temps, il soutient le développement des abbayes cisterciennes de Balerne et de Buillon.
En 1189, Ponce Ier de Cuisel (Cuiseaux), seigneur de Clairvaux, donne à la chartreuse de Bonlieu la moitié d'un vaste espace compris entre le Grandvaux et La Chaux-du-Dombief dans un accord plus général avec l'abbaye de Balerne et la consolidation de la chartreuse de Vaucluse près d'Onoz). Cet espace constitue la terre haute de l'abbaye de Bonlieu, pour les limites de laquelle les tensions avec l'abbaye voisine du Grandvaux puis avec l'abbaye de Saint-Oyand-de-Joux (ou de Condat, de Saint-Claude) seront constantes comme les conflits avec les seigneurs de l'Aigle. La « terre basse », possédée sans partage mais non sans conflit de voisinage, s'étendra vers l'ouest par d'autres donations.
Ainsi, en 1200, Pierre de Montmorot, fils de Thibert, confirme les donations faites par son père pour la fondation de Bonlieu et les complète avec l'assentiment de sa femme  Béatrix de Coligny et de ses enfants et en 1204, l'Abbaye Saint-Pierre de Gigny transmet le reste des possessions d'Ilay contre une redevance qui donna lieu à des débats et un arbitrage en 1356. Une première moitié des droits avait été donnée à l'abbaye de Balerne en 1176, sur le vallon de Chambly en particulier. En 1209 le fils du donateur Ponce de Cuisel, seigneur de Clairvaux, intervient pour régler les différends territoriaux entre Bonlieu et Grandvaux ou Saint-Oyent mais ceux-ci perdureront jusqu'au XVIIIe siècle. D'autres donations nous sont connues comme celle d'Albéric de Binans qui donna en 1234 à la chartreuse de Bonlieu, « ce qu'il possédait dans le territoire de cette Chartreuse », ou celle de Guillaume, sire de Monnet, qui consentit en 1280 à « la donation du four de Charézier, faite à la chartreuse de Bonlieu, par Alix, sa mère, qui avait déjà obtenu l'agrément d'Humbert, sire de Clairvaux, son suzerain ». 
Cependant à la fin du XIIIe siècle, les grandes familles féodales prennent un poids croissant en assurant la protection de leur fief dans la période troublée qui commence. Ainsi par un acte de 1304, Jean de Chalon, sire d'Arlay, qui s'était déjà associé avec l'abbaye de Balerne pour créer la seigneurie de Châtelneuf en 1285, s'associe avec les Chartreux dont il devient le protecteur et édifie à l'entrée de La Chaux-du-Dombief une forteresse appelée le château de l'Aigle. Les conflits entre les chartreux et les Chalon-Arlay, seigneurs de l'Aigle, ont été constants comme avec les habitants de La Chaux-du-Dombief et en 1684, après la conquête de la Franche-Comté, la chartreuse obtient l'annulation de l'association avec les seigneurs de l'Aigle, retrouve des droits entiers et acquiert le château qu'elle fait démolir.

## Développement et possessions

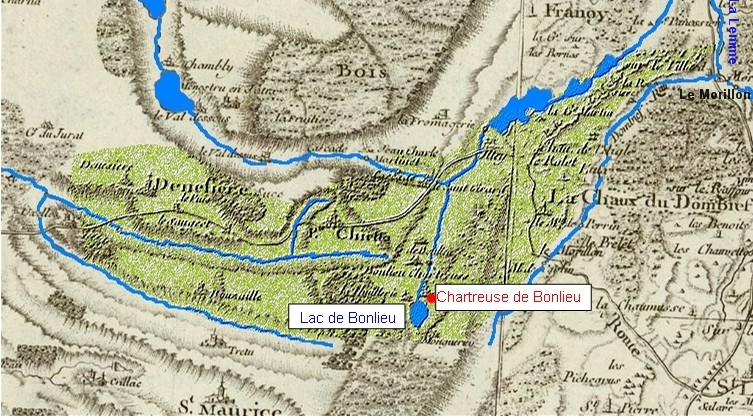
Domaine proche de la chartreuse de Bonlieu

Les abbayes du Moyen Âge ont toutes cherché à se développer en sollicitant des soutiens et des donations des différents seigneurs voisins. Ceux-ci cèdent, on l'a vu ci-dessus, pour le salut de leur âme et celle de leurs proches, certains de leurs droits sur certains territoires avec parfois des conflits d'interprétation de chartes qui donnent lieu à des procès et à des arbitrages comme avec les sires de l'Aigle à propos de la « terre haute » des chartreux dans le secteur de La Chaux-du-Dombief.
La « terre basse » constituée par les Grandes et Petites Chiettes (futur Bonlieu), Ilay, Saugeot, Denezières, Le Puits et des granges isolées donna lieu aussi à des procédures judiciaires à propos de territoires périphériques comme avec la seigneurie de Saint-Sorlin pour Uxelles ou avec l'abbaye de Balerne ou les sires de Châtelneuf à propos de divers territoires comme le cours du Hérisson et le val de Chambly.
De façon générale, les enchevêtrements de droits et de possessions créent des conflits répétés au cours des siècles avec les voisins. Le territoire de la chartreuse de Bonlieu trouvait sa limite à l'est avec l'abbaye de Saint-Oyent sur le ruisseau du Dombief et au Morillon, où le ruisseau du Dombief rejoint la Lemme en amont de Pont-de-la-Chaux (sur la commune actuelle d'Entre-deux-Monts) existait un pont sur la route du Grandvaux dont le péage était perçu par les chartreux encore au XVIIIe siècle (confirmation en fut faite en 1714). Un pont à péage existait aussi au Saut-Girard sur une route de moindre importance qui conduisait à Clairvaux. Au nord et à l'ouest les limites se définissaient avec l'abbaye de Balerne et la Seigneurie de Monnet/Chatelneuf alors qu'au sud c'est avec la baronnie de Saint-Sorlin, vassale des sires de Clairvaux, qu'elle se heurte, notamment à propos d'Uxelles. 
La richesse de la région réside alors dans l'activité pastorale, essentiellement des troupeaux de moutons qui produisent la laine qui est travaillée dans les foules à drap ou fouloirs et les « tissanderies » qui s'installent sur les rivières et ruisseaux qui peuvent produire l'énergie hydraulique. C'est assez tardivement, au XVe siècle, que les Chartreux investissent dans ce domaine : en 1444 se réalise la construction d'un moulin sur la Sirène à Saugeot puis l'installation engins sur le Hérisson dont les activités meunières et drapières sont données à cens. Si on repère des traces d'activité métallurgique à La Chaux-du-Dombief au XIIIe siècle, celle-ci disparaît assez vite avec les troubles de l'époque et c'est très tardivement par rapport aux autres ordres comme les cisterciens de Balerne que Bonlieu installe en 1566 un martinet de métallurgie au Saut-Girard en utilisant pour la forge le charbon de bois produit localement et du fer de récupération. Les activités artisanales souvent liées à l'autarcie se développent donc et perdurent, ainsi l'existence d'une tuilerie est attestée près du lac de Bonlieu vers 1738-1790.
La chartreuse cherche aussi à s’assurer des revenus en installant des granges dans d'autres secteurs géographiques pour profiter de deux richesses fondamentales du Jura : le sel gemme et la vigne. Dès 1250 une rente sur un puits à sel de Salins est donnée à Bonlieu par Jean de Salins. À la même époque, au XIIIe siècle, les chartreux de Bonlieu possédaient, une maison avec chapelle et un domaine considérable à Saint-Lothain, pays de vignoble à côté de Poligny, provenant de donations faites par Guy de Dole, Jeanne Dieulefit et autres (dict. Rousset, article Saint-Lothain). Mais c'est à Montaigu, près de Lons-le-Saunier, que la chartreuse de Bonlieu, comme sa voisine la Chartreuse de Vaucluse, développe ses activités viticoles. En 1305, les documents mentionnent les vignes et la maison des chartreux de Bonlieu à Montaigu ; en 1312 Rainaud de Bourgogne, fils cadet du comte Hugues de Chalon, cède aux moines d'autres vignes dans la reculée du val de Sorne, et son petit-fils maternel Tristan de Chalon-Auxerre en cède d'autres encore en 1365 aux chartreux de Bonlieu qui construisent un hospice dans l'enceinte du château : cette construction disparaît en 1514 et les moines font alors rebâtir avec un cellier aux remarquables croisées d'ogives qui existe toujours. 
Les moines s'intéressent aussi aux grandes villes, par exemple à Besançon où ils installent une maison des chartreux de Bonlieu dans le quartier Battant, mentionnée en 1452.

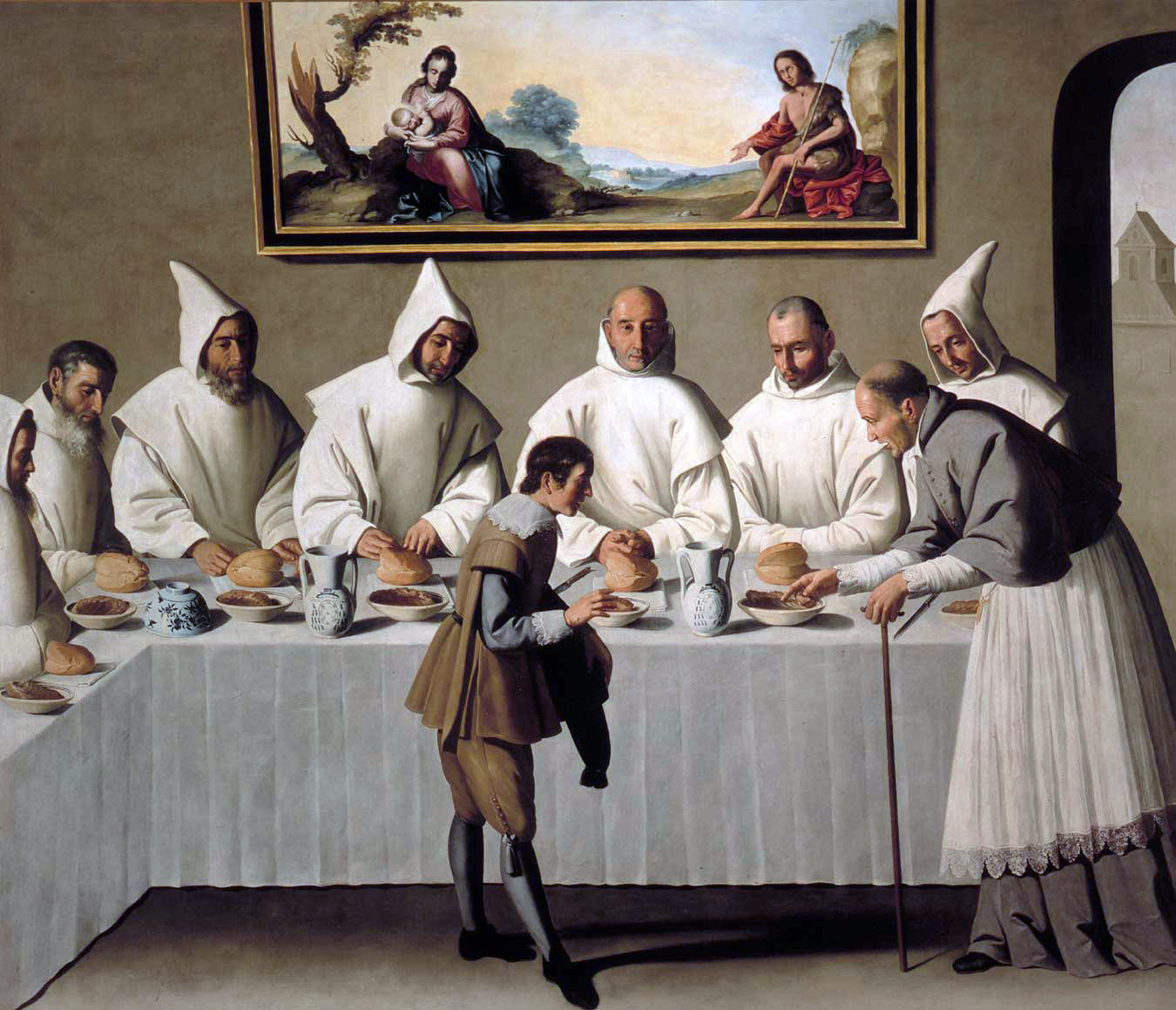
Repas collectif des Chartreux pris au réfectoire les dimanches et jours de fête.

La Chartreuse jouissait de privilèges importants qu'elle défendait avec conviction. Selon le dictionnaire Rousset « la maison de Bonlieu relevait immédiatement du Saint-Siège et de la Grande-Chartreuse de Grenoble, était exempte de la juridiction de l’archevêque et de l'ordinaire, de tous droits de péages, de douanes, de tailles, de dîmes, de logement de gens de guerre, jouissait du droit de Committimus (privilège accordé à un certain nombre d'officiers royaux, de dignitaires, de prélats et de maisons religieuses pour faire évoquer tous leurs procès devant des juges spéciaux), avait un sceau et des armoiries qui furent enregistrées en 1698, dans l’Armorial général. Le sceau de Bonlieu est empreint d'une croix avec un alpha et un oméga, et avec la légende « Sigill. B. Marie Boni loci ». Le prieur avait droit d'entrée aux États de la province, aux assemblées du clergé et aux chapitres généraux de l'ordre de Saint-Bruno. »
La chartreuse de Bonlieu a existé de façon plutôt prospère pendant six siècles même si elle a souffert des dégradations de la guerre de Dix ans au XVIIe siècle, ainsi au recensement effectué au moment de la conquête de la Franche-Comté en 1657, la chartreuse n'est occupée qu'aux deux tiers et compte une vingtaine d'occupants au total : le prieur dom Raphaël Baussay, 8 religieux, 4 frères laïcs et 8 valets. Le romancier Xavier de Montépin dans Le médecin des pauvres lui fait même jouer un rôle dans les aventures de Lacuzon lors de la conquête de la Franche-Comté et l'aventurier Jean de Watteville (1613 ?-1702) est lui aussi associé à Bonlieu à la même époque par sa vie aventureuse et peut-être en partie légendaire : gentilhomme meurtrier après un duel, il trouve refuge dans la chartreuse jurassienne en se faisant moine à Bonlieu avant de s’enfuir en tuant le prieur et de poursuivre ses aventures à Constantinople. Revenu en grâce, il devient abbé de Baume en 1659 et le reste jusqu'à sa mort. Il est alors lié aux péripéties de la conquête de la Franche-Comté et se rallie en 1674 aux troupes françaises de Louis XIV. 
La chartreuse de Bonlieu survécut jusqu'à la Révolution où elle disparaît en tant qu'institution alors que ses bâtiments sont vendus comme biens nationaux et l'essentiel de ses forêts est récupéré par les communes.

## Locaux

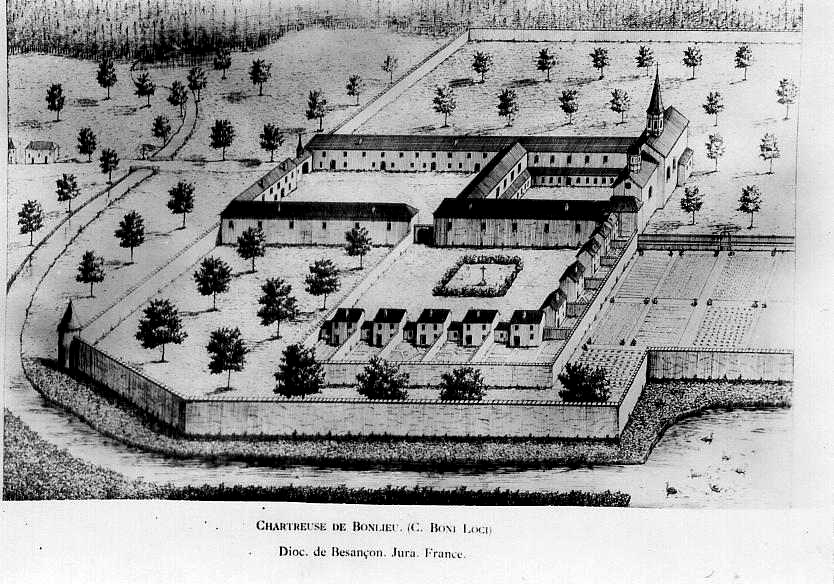
Vue cavalière de la chartreuse de Bonlieu au XVIIe siècle

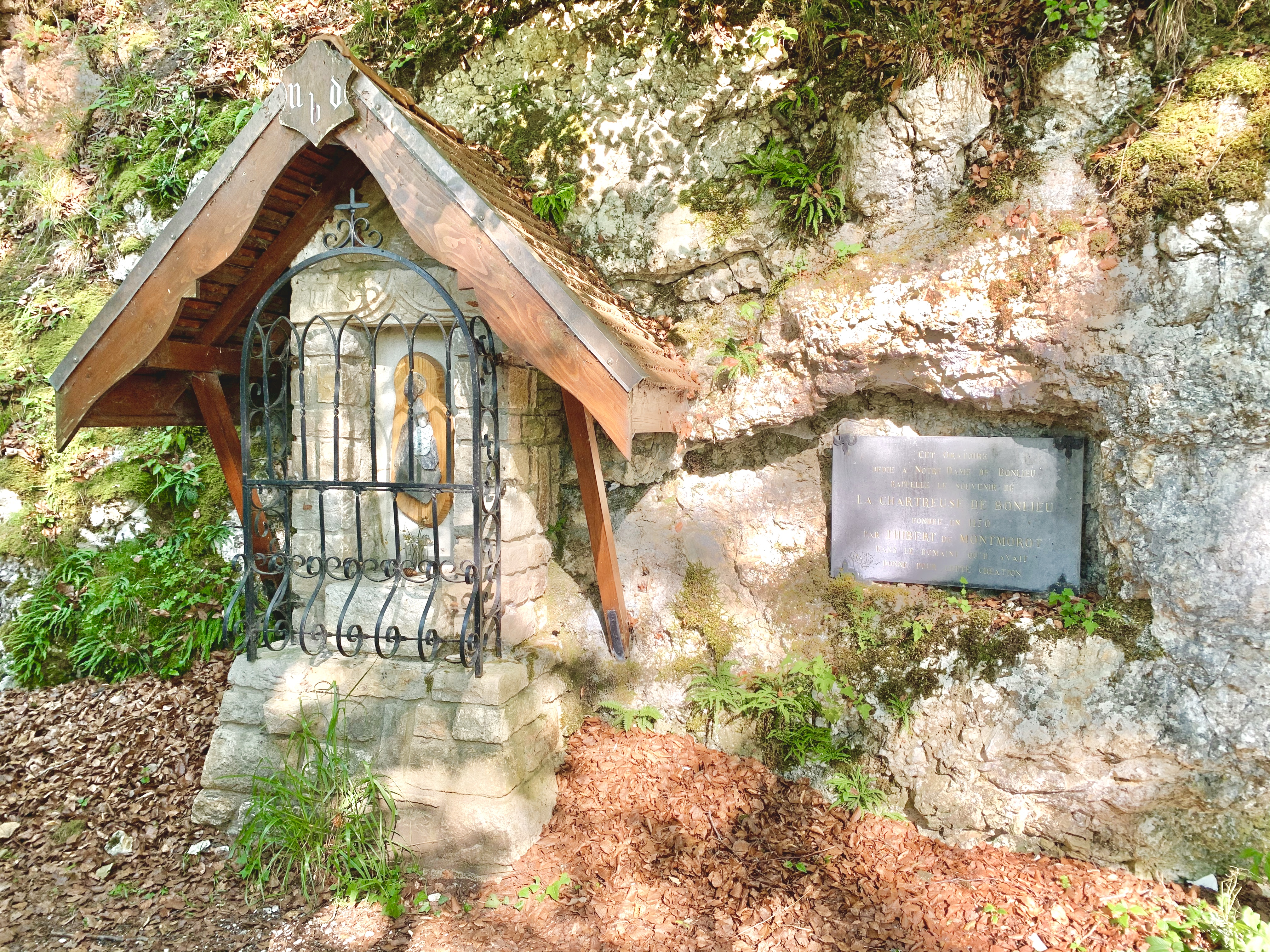
Petit oratoire installé près du site de la chartreuse de Bonlieu, non loin du lac.

Construite dans un lieu sauvage, à la pointe nord du lac, au pied de la falaise à proximité du ruisseau qui sert d'exutoire au lac, Bonlieu respectait l'architecture des chartreuses qui séparait l'espace des religieux et l'espace de la vie collective.
La clôture enfermait un terrain de 2,5 hectares qui comprenait des jardins suspendus en terrasses et des bâtiments monastiques. Un premier cloître était entouré par le logement du prieur, le dortoir des convers, l'église et les bâtiments techniques comme les celliers et les cuisines. Un deuxième cloître qui faisait office de cimetière pour les moines était entouré de douze petites cellules individuelles constituées de petites maisons à un étage avec un petit jardin privatif. Le rez-de-chaussée était occupé par un atelier où le chartreux s'occupait mais sans jamais participer à l'économie générale du domaine (à la différence des cisterciens par exemple), l'étage comportait une antichambre destinée à la prière et à la méditation et une petite chambre à coucher.  
La vie matérielle était assurée par les frères convers qui travaillaient aussi dans les exploitations agricoles disséminées sur le territoire de la chartreuse : ces « granges » (en 1790, il y en avait 9) ont été par la suite affermées. Vendues à la Révolution elles ont constitué l'origine de villages comme Denezières ou Saugeot. Les installations industrielles comme les forges du Saut-Girard étaient acensées et dirigées par un maître de forge nommé par les Chartreux.

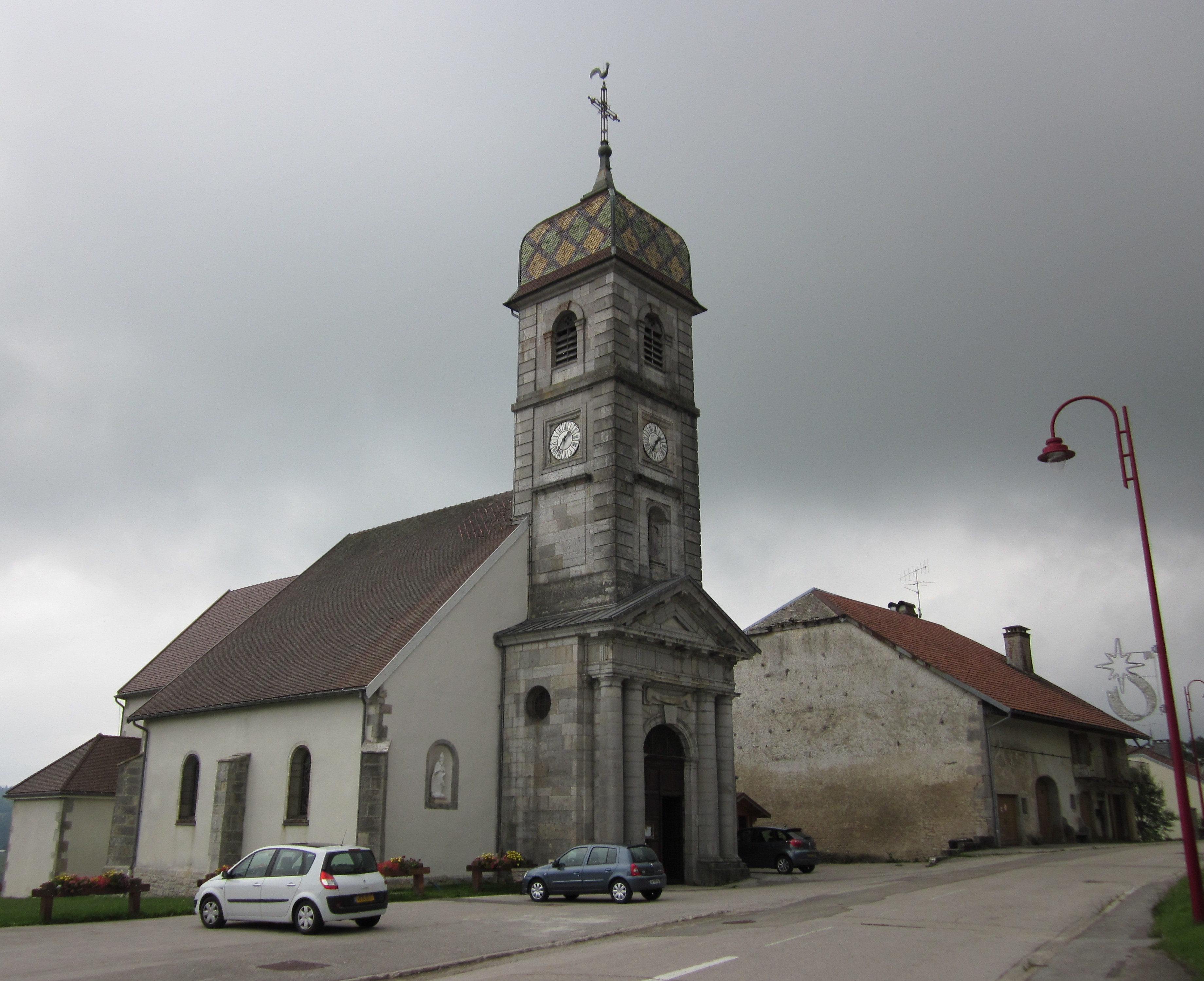
Église de la Chaux-du-Dombief où a été réutilisée la tour de la chartreuse de Bonlieu

Considéré comme bien national en 1790, la chartreuse fut convertie en manufacture nationale d'armes et de salpêtre avant d'être vendue entre 1795 et 1796 (an IV) moyennant six mille francs à un particulier, Aimé Prost, des Petites-Chiettes, qui démolit en grande partie les bâtiments pour les adapter aux besoins de son exploitation agricole. Rachetée par la suite par le receveur général de Lons-le-Saunier, amateur d'art et collectionneur, le site qui a accueilli plusieurs constructions résidentielles. Les derniers bâtiments conventuels ont été incendiés en août 1944 par l'armée allemande en représailles à une attaque des maquisards qui occupaient les lieux. Si aucun vestige ne reste sur place, la tour et le clocher de l'église existent cependant toujours mais à La Chaux-du-Dombief où ils ont été incorporés à l'église du village lors de sa reconstruction entre 1810 et 1811. L'église du village de Bonlieu abrite quant à elle un retable du XVIIe siècle, provenant de l'ancienne chartreuse.

## Source générale
- Dictionnaire géographique, historique et statistique des communes du Jura, Alphonse Rousset, 1856